# Modern Records
Modern Records est un label discographique indépendant américain, anciennement basé à Los Angeles, en Californie, actif entre 1945 et 1969. 
Modern Records a eu de nombreuses filiales, RPM Records, Flair Records, Meteor Records. Après la faillite de Modern les frères Bihari ont réédité leur catalogue sur le nouveau label Kent Records. Le catalogue est actuellement la propriété du groupe britannique Ace Records.

## Histoire
Au début, Modern achetait des enregistrements originaux à d'autres petits labels. Les frères Bihari utilisaient aussi souvent des pseudonymes pour s'attribuer les droits d'écriture sur les chansons. Ayant commencé comme label de RnB, Modern est ensuite l'un des rares labels RnB à reprendre régulièrement les succès rhythm and blues d'autres labels, apparemment dans le but d'élargir son attrait et d'atteindre le marché populaire.
En 1958, les frères Bihari créent Kent Records et cessent d'émettre des disques sur Modern. En 1964, la marque Modern est relancée et les Ikettes sortent quelques singles à succès en 1965, mais la société fait faillite quelques années plus tard et cesse ses activités. Le catalogue est transféré à Kent Records avec la direction. Ce catalogue est finalement cédé sous licence au label britannique Ace Records dans les années 1980, avant d'être vendu dans les années 1990. Ace Records (Royaume-Uni) est propriétaire des bandes masters.

## Artistes
Modern est un label important par les artistes qu'il a produit:
- B. B. King
- John Lee Hooker
- Floyd Dixon
- Jimmy McCracklin
- Pee Wee Crayton
- Joe Houston
- Etta James
- Little Willie Littlefield
- Jimmy Witherspoon
- Smokey Hogg
- Hadda Brooks
- Dolly Cooper
- George « Harmonica » Smith